# مهستی گنجوی
مهستی گنجوی (یا مَه‌سِتّی گنجه‌ای یا مَهِستی گَنجَوی) با نام اصلی منیژه، شاعر ایرانی، در سدهٔ پنجم و ششم هجری قمری می‌زیست. به گزارش لغت‌نامه دهخدا، نام «مهستی» از دو واژهٔ «مَه» (به معنی ماه) و «سِتّی (یا سِتی)» (مخفف واژه عربی «سَیِّدَتی»؛ لفظاّ به معنی «بانوی من»، در محاوره به معنی «بانو»، «خانم»)، و مفهوم آن در مجموع، برابر با «ماه‌بانو» است. مهستی پس از خیام، برجسته‌ترین رباعی‌سرای ایران به‌شمار می‌آید و او را پایه‌گذار مکتب شهرآشوب در قالب رباعی می‌دانند.

## زندگی
زادگاه مهستی شهر گنجه بوده است و همدوره با غزنویان بود. در رابطه با شهرت او (مهستی) چندین داستان وجود دارد. رشید یاسمی معتقد بود که «مهستی» متشکل از دو کلمه «مَه» به معنی بزرگ و «سَتی» به معنی خانم بوده و جمعاً این کلمه به معنی «خانم‌بزرگ» یا «بانوی بزرگ» است. گویا داستان بدین شکل بوده است که در یکی از گفتگوهای خود با سلطان سنجر به وی گفته است که او کوچک‌ترین و نامرئی‌ترین فرد در محیط خود است. سلطان با او مخالفت کرد و گفت: به مه هستی (یعنی تو از همه بزرگتر هستی). و گویا «مه هستی» - «مهستی» لقب او شده است.
در چهار سالگی پدرش او را به مکتب‌خانه فرستاد و چون استعدادی سرشار داشت در ده‌سالگی با ادب زن دانشمند بیرون آمد. او چنگ و عود و تار را به زیبایی می‌نواخت. شهرت او بیشتر به خاطر رباعیاتش است. وی در سروده‌هایش زنی فتنه‌گر و زیبا بوده است که عشاق فراوانی داشته، از جمله امیر احمد تاج‌الدین بن خطیب که فرزند خطیب گنجه بوده و عاقبت به عقد او در می‌آید. ابن خطیب مانند همسرش طبع شعر داشته و رباعیاتی نیز از او باقی مانده است. از زندگی مهستی آگاهی چندانی در دست نیست، و آنچه هست اقوال تذکره‌نویسانی چون دولتشاه سمرقندی، امین احمد رازی و آذر بیگدلی است که همه نقل از یکدیگر، و آمیخته به افسانه‌نگاری و داستان‌های ساختگی است. دیوان اشعار او نیز به جا نمانده و رباعی‌هایی به نام او در نزهةالمجالس (تألیف در قرن هفتم)، مونس الاحرار (تألیف در قرن هشتم) و مجموعه‌ها و تذکره‌ها به دست آمده است.
علی‌رغم اینکه در هیچ‌یک از منابع کهن، زمان مشخص و دقیقی از ولادت و مرگ مهستی به دست داده نشده، با این همه برخی از معاصران، ولادت وی را ۴۹۰ و مرگش را ۵۷۷ ه‍.ق ذکر کرده‌اند.
البته قدیم‌ترین مآخذی که از زمان حیات وی خبر داده، کتاب تاریخ گزیده نوشته حمدالله مستوفی است که به سال ۷۳۰ هجری قمری تألیف شده است. در این کتاب (صفحه ۷۱۸) ذیل (ابن خطیب گنجه) که شوهر مهستی است می‌خوانیم: «ابن خطیب گنجه: و هو، تاج‌الدین احمد، معاصر سلطان محمود غزنوی بود. اشعار خوب دارد؛ به ویژه مناظرات او با منکوحه‌اش مهستی شیرین باشد.»
کتابی ظاهراً از قرن هفتم شامل مناظرات مهستی با امیر احمد و رباعی‌هایی که خطاب به هم سروده‌اند (مشتمل بر ۱۸۵ رباعی از زبان پورخطیب و حدود ۱۱۰ رباعی از زبان مهستی) در دست است (نسخه‌های کتابخانهٔ سنایی سابق و ملی تبریز). احمد سهیلی خوانساری آن را کتاب قصه‌ای مجعول و حاوی اشعار سست و ناخوش می‌داند. بر اساس ترانه‌های موجود در همین کتاب، فریتز مایر شرق‌شناس آلمانی کتابی به نام «مهستی زیبا» فراهم آورده است (چاپ آلمان: ۱۹۶۳). طاهری شهاب در «دیوان مهستی» (تهران: ۱۳۳۶) و احمد سهیلی خوانساری در «رباعیات مهستی دبیر» (تهران: ۱۳۷۱) رباعی‌های مهستی را گردآوری کرده‌اند. در نزهةالمجالس (تألیف در قرن هفتم) ۶۱ رباعی به نام مهستی آمده که کهن‌ترین و موثق‌ترین مجموعهٔ ترانه‌های مهستی است.

## آثار
امروزه دیوانی از مهستی در دست نیست. گفته می‌شود که تا اوایل قرن دهم هجری، مجموعه‌ای از اشعار او در هرات موجود بوده، اما در پی حمله عبیدالله خان ازبک به این شهر، از میان رفته است. بااین‌حال، ابیات پراکنده‌ای از وی در متون کهن باقی مانده است.
مهستی به دلیل نوآوری در انتخاب موضوع ترانه‌هایش و توصیف پیشه‌های گوناگون و سرگرمی‌های مردم زمانه‌اش، از پیشگامان نوعی از شعر به‌شمار می‌رود که در دوران صفوی به اوج شکوفایی رسید و به *شهرآشوب* شهرت یافت.
اشعار او سرشار از عشق و شیدایی، شوخ‌طبعی، زیبایی و صداقت است و فضایی مملو از نشاط دارد که از اندوه و ملال به دور است. بااین‌حال، برخی تذکره‌نویسان و تاریخ‌نگاران، به دلیل ناآشنایی با سبک *شهرآشوب*، درک درستی از سروده‌های او نداشته‌اند و با تصورات نادرست، وی را به لاابالی‌گری متهم کرده و نکوهیده‌اند. درحالی‌که مهستی با بهره‌گیری از ظرفیت‌های زبانی و شور شاعرانۀ خود، پیشه‌وران روزگارش را در قالب زیبارویانی دل‌فریب به تصویر کشیده است؛ رویکردی که نه‌تنها جنبه‌ای هنری دارد، بلکه آیندگان را با مشاغل و زندگی اجتماعی آن دوران آشنا می‌سازد.

## نمونهٔ شعر
این رباعیها منسوب به اوست:
| ما را به دَمِ پیر نگه نتوان داشت |  | در حُجرهٔ دلگیر نگه نتوان داشت    |
| آن را که سَرِ زلف چو زنجیر بُوَد   |  | در خانه به زنجیر نگه نتوان داشت |

| من عهد تو سخت سست می‌دانستم       |  | بشکستن آن درست می‌دانستم |
| این دشمنی ای دوست که با من ز جفا |  | آخر کردی نخست می‌دانستم  |

## نگارخانه

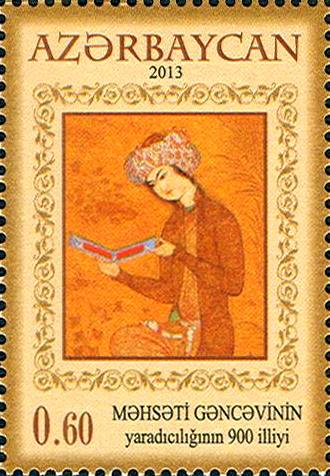
تمبری که به مناسبت نُهصدمین سالگرد زادرود مهستی گنجه‌ای در جمهوری آذربایجان چاپ شده است.
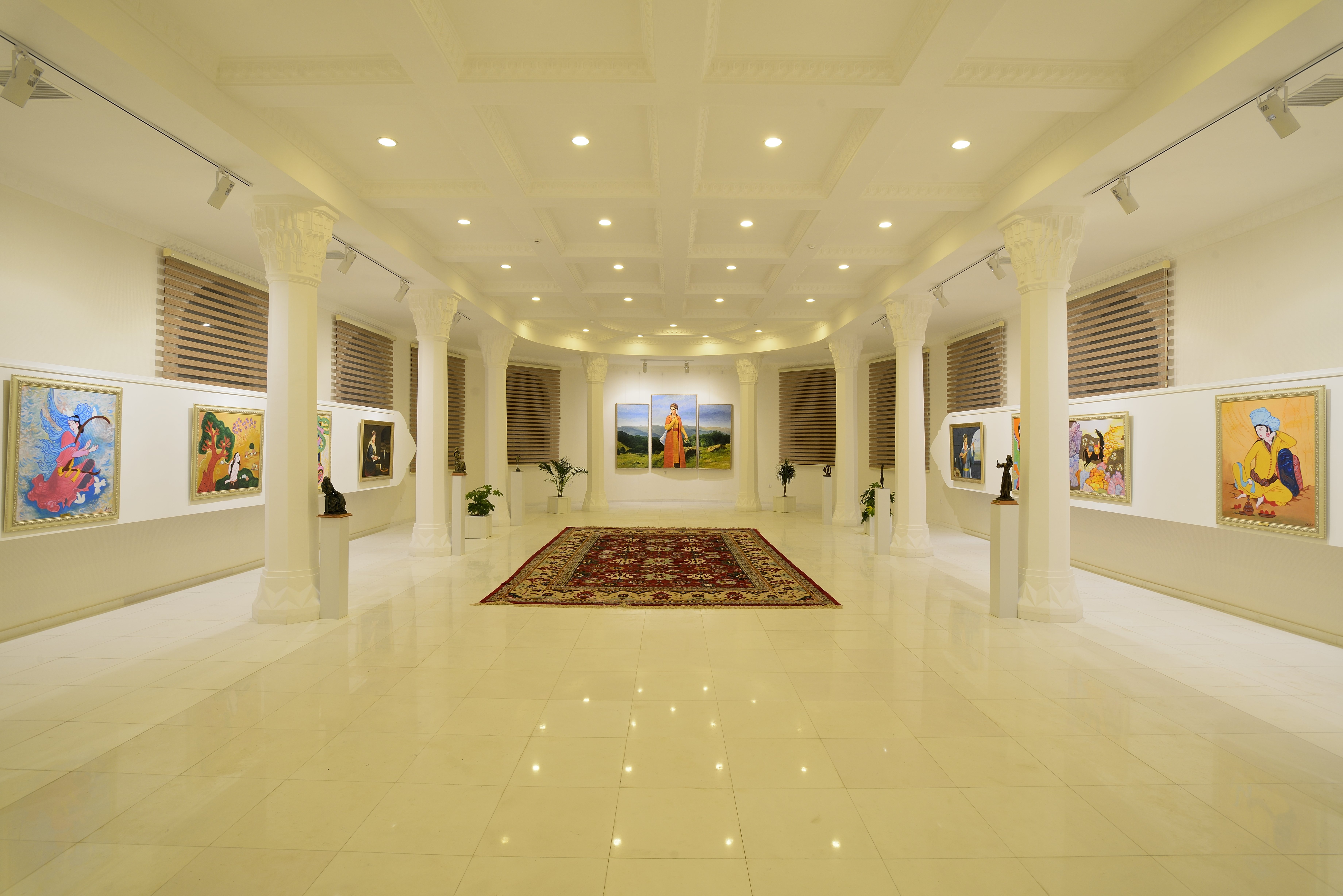
مرکز مهستی گنجوی در گنجه،جمهوری آذربایجان